# Динер, Кристиан
Кристиан Динер (нем. Christian Diener; род. 3 июня 1993, Котбус, Бранденбург) — немецкий пловец, чемпион Европы в эстафете, серебряный призёр чемпионата Европы на дистанциях 200, 100 и 50 метров на спине в 25-метровом бассейне. Специализируется в плавание на спине. участник летних Олимпийских игр 2016 года.

## Биография
В 2011 году стал чемпионом мира среди юниоров, а также чемпионом Европы среди юниоров на дистанции 50 метров на спине, в 2011 году также победиол на дистанциях на 100 и 200 метров.
В эстафете 4×50 м завоевал бронзу на чемпионате Европы 2011 года. Через два года на аналогичном турнире в Дании он выиграл серебро на 50 метров на спине и золото в смешанной комплексной эстафете.
Его самым большим успехом считается — титул вице-чемпиона Европы на дистанции 200 метров в 2014 году в Берлине. На Олимпийских играх 2016 года он стал единственным немецким пловцом, который установил новый личный рекорд во всех своих стартах. На дистанции 200 метров на спине он вошёл в число финалистов и занял седьмое итоговое место.
В 25-метровом бассейне, на чемпионате Европы в декабре 2019 года, немец стал серебряным призёром на всех трёх дистанциях на спине.